# Mocis trifasciata
Mocis trifasciata  là một loài bướm đêm thuộc họ Erebidae. Nó được tìm thấy ở tây nam Thái Bình Dương region, bao gồm Samoa, Fiji, Hawaii, New Zealand, quần đảo Society và Queensland.
Ấu trùng ăn các loài Vigna unguiculata, Oryza sativa và Agathis, Pueraria và Brachiaria.